# Castillo de Ulldecona
El castillo de Ulldecona es una fortificación situada en Ulldecona, en la comarca de Montsiá, provincia de Tarragona, Cataluña España. Probablemente fue primitivamente árabe. 
En 1148, con el avance de la Corona de Aragón hacia el sur, el castillo pasó a manos de la Casa de Moncada, y en 1173 fue cedido a la orden hospitalaria. A partir de entonces hubo discusiones entre los Montcada y los hospitalarios, que en diversos tiempos detentaron el poder sobre partes del castillo y de la propia población de Ulldecona. En 1266, finalmente, la familia Montcada renunciaron a sus derechos sobre dichas propiedades.

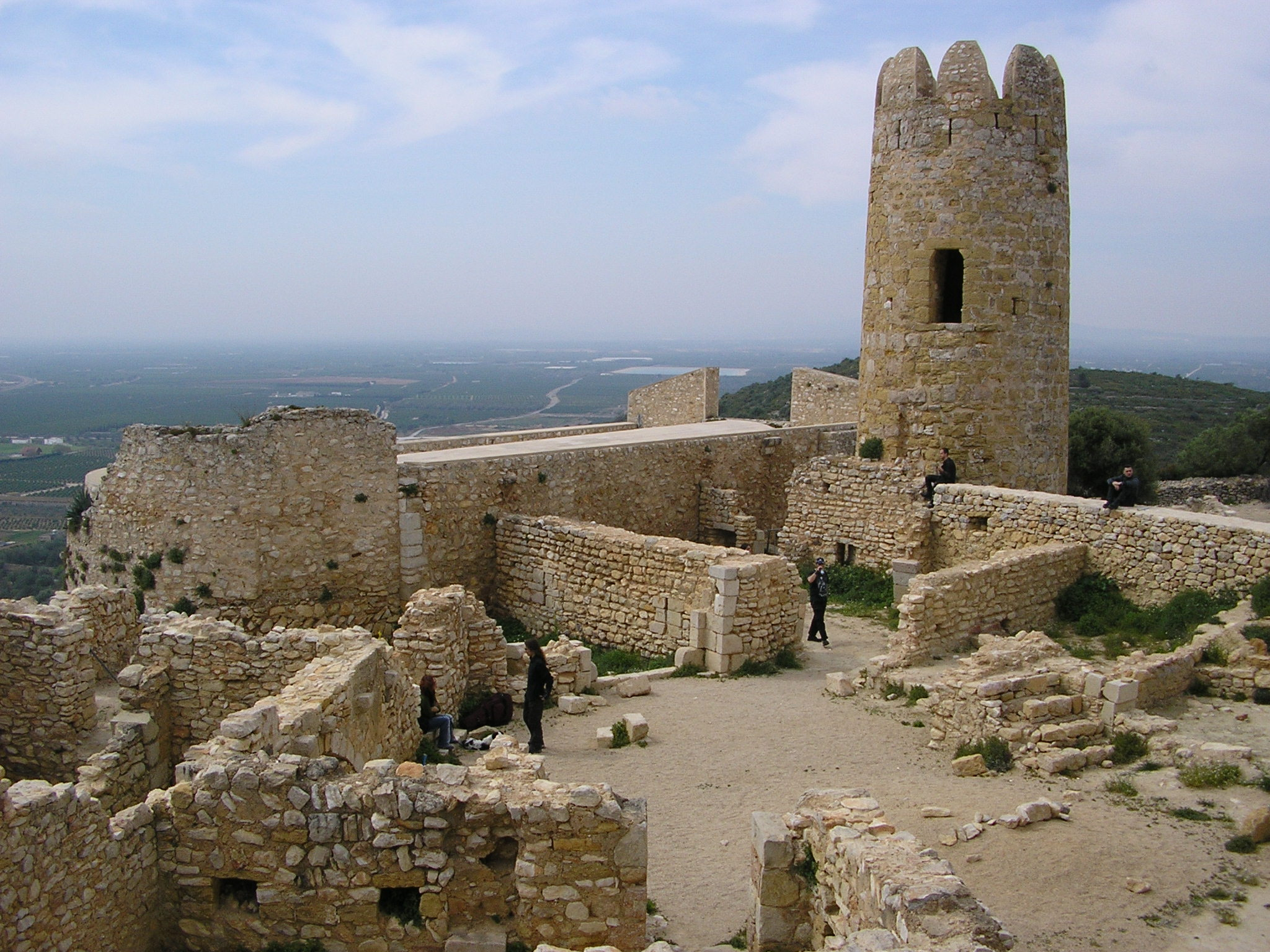
Interior

Actualmente consta de un recinto doblemente amurallado y una torre redonda, ambas seguramente árabes. Hay otra torre de planta cuadrangular, construida por la Orden de Malta. Cuenta también con una iglesia advocada a la Virgen de los Ángeles y ruinas de otras dos torres y otras construcciones ya desaparecidas.